# Salsola spenceri
Salsola spenceri är en amarantväxtart som beskrevs av Viktor Petrovitj Botjantsev. Salsola spenceri ingår i släktet sodaörter, och familjen amarantväxter. Inga underarter finns listade i Catalogue of Life.